# Mesoleptus propinquus
Mesoleptus propinquus là một loài tò vò trong họ Ichneumonidae.